# Geldermann

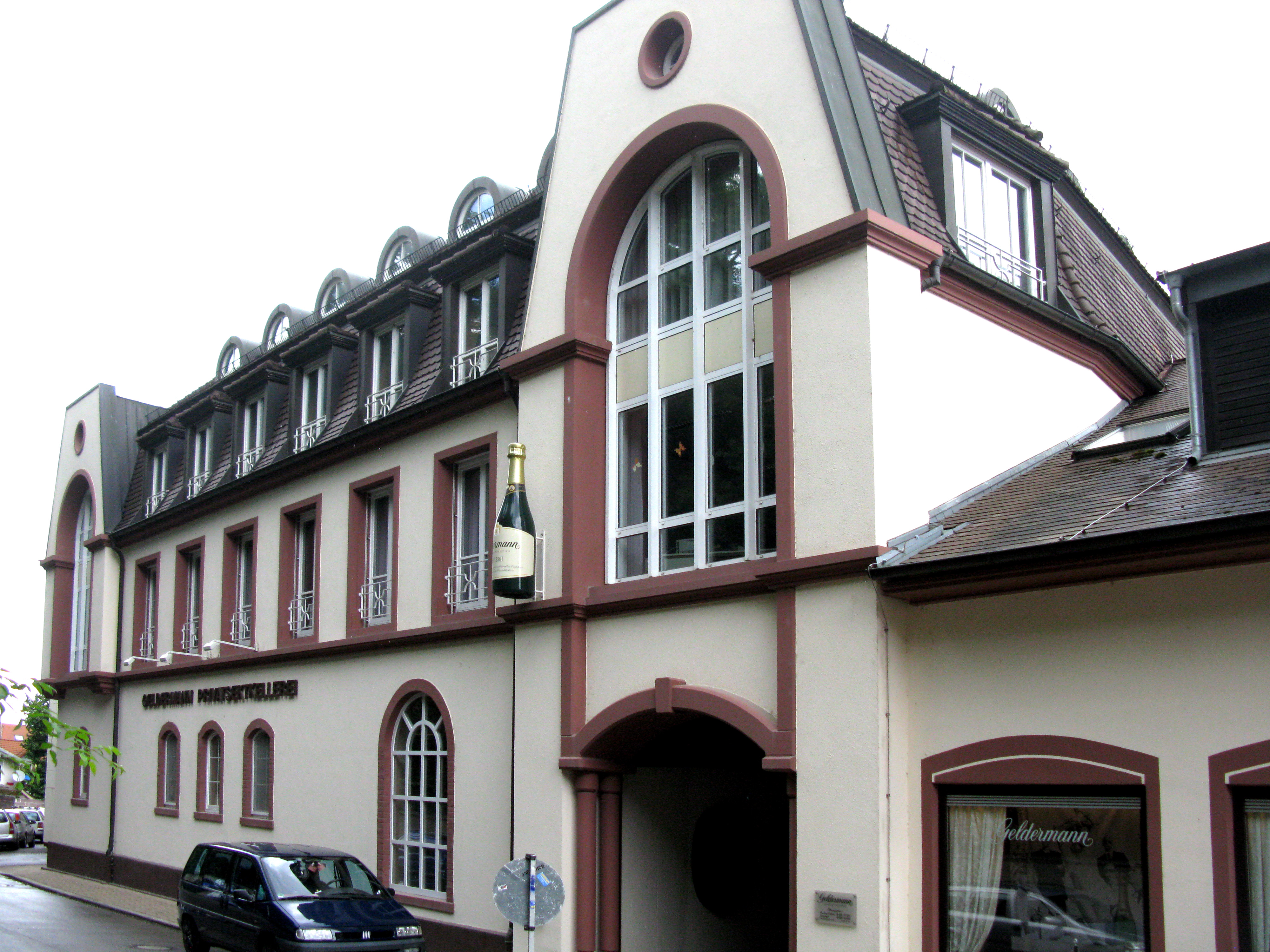
Hauptsitz von Geldermann in Breisach

Die Geldermann Privatsektkellerei GmbH ist eine 1838 gegründete Sektkellerei in Breisach am Rhein und gehört seit 2003 zum Premiumsegment der Rotkäppchen-Gruppe. Die Jahresproduktion betrug 2011 etwa 2,3 Millionen Flaschen. Der unter dem Namen Geldermann verkaufte Sekt wird ausschließlich in traditioneller Flaschengärung erzeugt.

## Geschichte
1830 reisten die beiden Aachener Wilhelm Deutz (1809–1884) und Peter-Joseph-Hubert Geldermann (1810–1869) nach Frankreich, um im Auftrag des Rittergutsbesitzers Alwin Freiherr von Amelunxen Wein einzukaufen. Nachdem sie einige Jahre für das Champagnerhaus von Joseph Jacob Bollinger (1803–1884) in Aÿ (Département Marne) als Verkäufer gearbeitet hatten, gründeten sie 1838 am selben Ort das Champagnerhaus Deutz & Geldermann. Deutz & Geldermann entwickelte sich zu einem führenden Champagnerhaus und war 1882 Gründungsmitglied des Syndicat des Grandes Marques.
Aufgrund der wachsenden Bedeutung des deutschen Marktes und der Zollpolitik gründete das Unternehmen 1904 eine Kellerei in Hagenau (Elsass), das damals zum Deutschen Reich gehörte. Dort wurde der aus Frankreich gelieferte Wein durch Flaschengärung zu Sekt verarbeitet. Die Zollabgaben für Fasswein betrugen nur ein Viertel der Abgaben für Champagner. Nach dem Ersten Weltkrieg wurde das Elsass französisch und für den Export nach Deutschland musste wieder Zoll gezahlt werden. Daher wurde am 17. April 1925 die Kellerei Deutz & Geldermann in Breisach gegründet. 1995 spaltete sich Deutz & Geldermann in einen Champagner- (Champagne Deutz in Aÿ) und einen Sekt-Hersteller (Badische Geldermann Privat-Sektkellerei in Breisach) auf. Das Champagnerhaus Deutz wurde von Louis Roederer übernommen.
1992 wurde ein Umsatz von umgerechnet 29,7 Millionen Euro erzielt, was einer Produktion von etwa 6 Millionen Flaschen p. a. entsprach.
Am 27. Januar 2003 wurde Geldermann von den Rotkäppchen-Mumm Sektkellereien übernommen. Damals hatte das Unternehmen noch 102 Beschäftigte und einen jährlichen Absatz von drei Millionen Flaschen. 2007 wurden 1,9 Millionen Flaschen verkauft.
2016 wurden etwa 1,3 Millionen Euro investiert: 620.000 Euro in den Keller und rund 700.000 Euro in einen neuen Verkaufs- und Verkostungsraum. Die Investitionen machen es möglich, die Produktion auszuweiten. Ziel war, statt 2,7 rund 3,3 Millionen Flaschen jährlich auf den Markt zu bringen.
Im Jahr 2017 gestaltete Geldermann das Flaschendesign der Sorten Classique Sec, Rosé Sec und Brut um.